# Eddelak
Eddelak er en by og kommune i det nordlige Tyskland, beliggende i Amt Burg-Sankt Michaelisdonn under Kreis Dithmarschen. Kreis Dithmarschen ligger i den sydvestlige del af delstaten Slesvig-Holsten.

## Geografi
Ud over Eddelak, ligger landsbyerne Behmhusen, Theeberg og Warferdonn i kommunen.

### Nabokommuner
Nabokommuner er (med uret fra nord) kommunerne Dingen, Kuden og Averlak, byen Brunsbüttel samt kommunen Ramhusen (alle i Kreis Dithmarschen).